# 手島孝
手島 孝（てしま たかし、1933年3月30日 - ）は、日本の法学者・法学博士、九州大学・熊本県立大学名誉教授。専門は憲法・行政法・行政学。
香川県高松市生まれ。1953年九州大学法学部卒業、同助手、56年助教授、64年「アメリカ行政学史論」で法学博士。66年九大法学部教授、94年退官、名誉教授、熊本県立大学学長、教授、名誉教授。2001年退任。専門は憲法・行政法・行政学。妻のるりは江崎悌三の次女。長谷部銀次は孫。
2004年3月23日、弁護士登録（福岡弁護士会）。2010年12月28日、著述に専念のため、弁護士会を退会。

## 著書
- 『アメリカ行政学』日本評論社 1964
- 『現代行政国家論』勁草書房 1969
- 『地方復権の思想』西日本新聞社 1973
- 『行政国家の法理』学陽書房 法学選書 1976
- 『憲法解釈二十講』有斐閣 1980
- 『ケルゼニズム考』木鐸社 1981
- 『行政概念の省察』学陽書房 法学選書 1982
- 『憲法学の開拓線 政党=行政国家の法理を求めて』三省堂 1985
- 『計画担保責任論』有斐閣 1988
- 『ネオ行政国家論』木鐸社 1991
- 『総合管理学序説 行政からアドミニストレーションへ』有斐閣 1999
- 『学としての公法』有斐閣 2004

### 共編著
- 『憲法』編 青林書院新社 青林双書 1974
- 『現代憲法大系 10 憲法と行政権』中川剛共著 法律文化社 1992
- 『基本行政法学』中川義朗共編 法律文化社 1995
- 『新基本行政法学』中川義朗共編 法律文化社 2011

### 記念論集
- 『公法学の開拓線 手島孝先生還暦祝賀論集』大隈義和ほか編 法律文化社 1993
- 『新世紀の公法学 手島孝先生古稀祝賀論集』安藤高行,大隈義和編 法律文化社 2003

## 論文
- 論文についてはCiNiiで検索できる。（手島孝）